# Nagari Talang
Nagari Talang is een bestuurslaag in het regentschap Solok van de provincie West-Sumatra, Indonesië. Nagari Talang telt 8283 inwoners (volkstelling 2010).